# Fourteen (película)
Fourteen es una película independiente estadounidense de 2019 escrita y dirigida por Dan Sallitt. La película sigue el declive de una mujer con una enfermedad mental a lo largo de una década, visto a través de los ojos de su mejor amiga. Está protagonizada por Tallie Medel y Norma Kuhling.
La película tuvo su estreno mundial en el 69.° Festival Internacional de Cine de Berlín el 8 de febrero de 2019, y Grasshopper Film la eligió para su distribución en EE. UU.

## Reparto
- Tallie Medel como Mara
- Norma Kuhling como Jo Mitchel
- C. Mason Wells como Adam
- Dylan McCormick como Conor
- Kolyn Brown como Leah
- Willy McGee como Josh
- Caroline Luft como Sra. Mitchel
- Strawn Bovee como madre de Mara

## Producción
Fourteen es el cuarto largometraje del cineasta y crítico Dan Sallitt y su primera película desde The Unspeakable Act (2012), una brecha de casi siete años. Sallitt se inspiró en el trabajo del director francés Maurice Pialat, explicando que la película se hizo "bajo la firma de Pialat en lugar de Rohmer".

## Estreno
Fourteen se estrenó en el Festival de Cine de Berlín de 2019. La película obtuvo reseñas positivas de varios festivales de cine de toda Europa. Inicialmente se programó el estreno de una película en marzo o abril, pero se retrasó debido a la pandemia de coronavirus.